# Renato Sobral
Renato "Babalu" Sobral (Rio de Janeiro, 7 de setembro de 1975) é um lutador brasileiro de MMA aposentado.

## Biografia
Já lutou no evento UFC, porém acabou expulso por não largar o adversário após um estrangulamento no UFC 74 realizado em 25 de agosto de 2007. Lutou no evento Strikeforce,  até a aquisição do mesmo pela Zuffa, a mesma empresa que controla o UFC, e acabou não sendo migrado para a organização. Dentro do Strikeforce, defendeu o cinturão da categoria meio-pesado (até 93 kg) uma vez, quando foi derrotado pelo armênio Gegard Mousasi, em agosto de 2009, é um lutador explosivo, destacando-se pelo wrestling, jogo de chão e jiu-jítsu muito fortes.
Ele também foi o técnico de wrestling do time de Wanderlei Silva no reality show The Ultimate Fighter Brasil 1.
Babalu anunciou sua aposentadoria em 19 de junho de 2013 após perder para Jacob Noe por interrupção do árbitro no Bellator 96.

## Cartel no MMA
| Resultado | Cartel | Data       | Oponente                 | Evento                                    | Metodo                                   | Round | Tempo | Local                           | Notas                                                                                         |
| Derrota   | 37-11  | 19/06/2013 | Jacob Noe                | Bellator 96                               | Nocaute Técnico (Interrupção do Árbitro) | 3     | 3:32  | Thackerville, Oklahoma, EUA     | Semifinal do Torneio de Meio Pesados da Temporada de Verão de 2013; Anunciou a aposentadoria. |
| Derrota   | 37-10  | 17/01/2013 | Mikhall Zayats           | Bellator 85                               | Nocaute Técnico (Socos)                  | 1     | 4:49  | Irvine, Califórnia, EUA         | Quartas de Final do Torneio de Meio Pesados da 8ª Temporada.                                  |
| Vitória   | 37-9   | 23/06/2012 | Tatsuya Mizuno           | ONE FC: Destiny of Warriors               | Finalização (chave de braço)             | 1     | 0:31  | Kuala Lumpur, Malásia           |                                                                                               |
| Derrota   | 36-9   | 04/12/2010 | Dan Henderson            | Strikeforce: Henderson vs. Babalu II      | Nocaute (Socos)                          | 1     | 1:53  | St. Louis, Missouri, EUA        |                                                                                               |
| Vitória   | 36-8   | 16/06/2010 | Robbie Lawler            | Strikeforce: Los Angeles                  | Decisão (Unânime)                        | 3     | 5:00  | Los Angeles, Califórnia, EUA    | Categoria até 195 lbs (88,5 kg).                                                              |
| Derrota   | 35–8   | 15/08/2009 | Gegard Mousasi           | Strikeforce: Carano vs. Cyborg            | Nocaute (Socos)                          | 1     | 1:00  | San José, Califórnia, EUA       | Perdeu o Cinturão Meio Pesado do Strikeforce.                                                 |
| Vitória   | 35–7   | 24/01/2009 | Rameau Thierry Sokoudjou | Affliction: Day of Reckoning              | Finalização (Brabo)                      | 2     | 2:36  | Anaheim, Califórnia, EUA        |                                                                                               |
| Vitória   | 34–7   | 21/11/2008 | Bobby Southworth         | Strikeforce: Destruction                  | Nocaute Técnico (Corte)                  | 1     | 5:00  | San José, Califórnia, EUA       | Ganhou o Cinturão Meio Pesado do Strikeforce                                                  |
| Vitória   | 33–7   | 19/07/2008 | Mike Whitehead           | Affliction: Banned                        | Decisão (Unânime)                        | 3     | 5:00  | Anaheim, Califórnia, EUA        |                                                                                               |
| Vitória   | 32–7   | 09/12/2007 | Rodney Glunder           | Ring of Fire                              | Finalização (Triângulo de braço)         | 1     | 0:27  | Manila, Filipinas               |                                                                                               |
| Vitória   | 31–7   | 25/08/2007 | David Heath              | UFC 74: Respect                           | Finalização (Anaconda)                   | 2     | 3:30  | Las Vegas, Nevada, EUA          | Sobral foi demitido do UFC por permanecer no estrangulamento após a interrupção do árbitro.   |
| Derrota   | 30–7   | 03/03/2007 | Jason Lambert            | UFC 68: The Uprising                      | Nocaute (Soco)                           | 2     | 3:26  | Columbus, Ohio, EUA             |                                                                                               |
| Derrota   | 30–6   | 26/08/2006 | Chuck Liddell            | UFC 62: Liddell vs Sobral                 | Nocaute Técnico (Socos)                  | 1     | 1:35  | Las Vegas, Nevada, EUA          | Pelo Cinturão Meio Pesado do UFC.                                                             |
| Vitória   | 30–5   | 04/02/2006 | Mike Van Arsdale         | UFC 57: Liddell vs Couture 3              | Finalização (Mata-leão)                  | 1     | 2:21  | Las Vegas, Nevada, EUA          |                                                                                               |
| Vitória   | 29–5   | 07/10/2005 | Chael Sonnen             | UFC 55: Fury                              | Finalização (Triângulo)                  | 2     | 1:20  | Uncasville, Connecticut, EUA    |                                                                                               |
| Vitória   | 28–5   | 16/04/2005 | Travis Wiuff             | UFC 52: Couture vs Liddell 2              | Finalização (Chave de braço)             | 2     | 0:24  | Las Vegas, Nevada, EUA          |                                                                                               |
| Vitória   | 27–5   | 26/02/2005 | Pierre Guillet           | Cage Rage 10-Deliverance                  | Finalização (Socos)                      | 1     | 1:57  | Londres, Inglaterra,RU          |                                                                                               |
| Vitória   | 26–5   | 27/11/2004 | Cyrille Diabaté          | Cage Rage 9-No Mercy                      | Finalização (Triângulo)                  | 1     | 3:38  | Londres, Inglaterra, RU         |                                                                                               |
| Vitória   | 25–5   | 23/10/2004 | José Landi-Jons          | JF 3-Jungle Fight 3                       | Decisão (Unânime)                        | 3     | 5:00  | Manaus, Brasil                  |                                                                                               |
| Vitória   | 24–5   | 06/09/2003 | Jeremy Horn              | IFC-Global Domination                     | Decisão (Unânime)                        | 3     | 5:00  | Denver, Colorado, EUA           | Final do Torneio IFC Divisão Meio-Pesados                                                     |
| Vitória   | 23–5   | 06/09/2003 | Mauricio Rua             | IFC-Global Domination                     | Finalização (Guilhotina)                 | 3     | 3:07  | Denver, Colorado, EUA           | Semifinal do Torneio IFC Divisão Meio-Pesados                                                 |
| Vitória   | 22–5   | 06/09/2003 | Trevor Prangley          | IFC-Global Domination                     | Decisão (Unânime)                        | 3     | 5:00  | Denver, Colorado, EUA           | Quartas de Final do Torneio IFC Divisão Meio-Pesados                                          |
| Vitória   | 21–5   | 31/07/2003 | Marcelo Azevedo          | Heat FC 1-Genesis                         | Decisão (Unânime)                        | 3     | 5:00  | Natal, RN, Brasil               |                                                                                               |
| Derrota   | 20–5   | 22/11/2002 | Chuck Liddell            | UFC 40: Vendetta                          | Nocaute (Chute na Cabeça)                | 1     | 2:55  | Las Vegas, Nevada, EUA          |                                                                                               |
| Vitória   | 20–4   | 13/07/2002 | Elvis Sinosic            | UFC 38: Brawl at the Hall                 | Decisão (Unânime)                        | 3     | 5:00  | Londres, Inglaterra, RU         |                                                                                               |
| Derrota   | 19–4   | 11/01/2002 | Kevin Randleman          | UFC 35: Throwdown                         | Decisão (Unânime)                        | 3     | 5:00  | Uncasville, Connecticut, EUA    |                                                                                               |
| Derrota   | 19–3   | 11/08/2001 | Fedor Emelianenko        | Rings-10th Anniversary                    | Decisião (Unânime)                       | 2     | 5:00  | Tóquio, Japão                   |                                                                                               |
| Vitória   | 19–2   | 15/06/2001 | Tsuyoshi Kohsaka         | Rings-World Title Series 2                | Decisão (Maioria)                        | 2     | 5:00  | Tóquio, Japão                   |                                                                                               |
| Vitória   | 18–2   | 24/02/2001 | Kiyoshi Tamura           | Rings-King of Kings 2000 Final            | Decision (Maioria)                       | 2     | 5:00  | Tóquio, Japão                   |                                                                                               |
| Vitória   | 17–2   | 17/11/2000 | Maurice Smith            | UFC 28: High Stakes                       | Decisão (Unânime)                        | 3     | 5:00  | Atlantic City, Nova Jérsei, EUA |                                                                                               |
| Derrota   | 16–2   | 09/10/2000 | Valentijn Overeem        | Rings-King of Kings 2000 Block A          | Finalização(Chave de pé)                 | 1     | 2:19  | Tóquio, Japão                   |                                                                                               |
| Vitória   | 16–1   | 09/10/2000 | Tariel Bitsadze          | Rings-King of Kings 2000 Block A          | Finalização (Kimura)                     | 1     | 2:58  | Tóquio, Japão                   |                                                                                               |
| Vitória   | 15–1   | 15/06/2000 | Hiromitsu Kanehara       | Rings-Millennium Combine 2                | Decisão (Unânime)                        | 2     | 5:00  | Tóquio, Japão                   |                                                                                               |
| Vitória   | 14–1   | 20/05/2000 | Jacob Zobnin             | Rings-Russia-Rings Russia                 | Finalização (Mata-leão)                  | 1     | 3:20  | Tóquio, Japão                   |                                                                                               |
| Vitória   | 13–1   | 20/04/2000 | Travis Fulton            | Rings-Millennium Combine 1                | Finalização (Kimura)                     | 1     | 4:49  | Tóquio, Japão                   |                                                                                               |
| Derrota   | 12–1   | 26/02/2000 | Dan Henderson            | Rings-King of Kings 1999 Final            | Decision (Maioria)                       | 2     | 5:00  | Tóquio, Japão                   |                                                                                               |
| Vitória   | 12–0   | 26/02/2000 | Kiyoshi Tamura           | Rings-King of Kings 1999 Final            | Decision (Maioria)                       | 2     | 5:00  | Tóquio, Japão                   |                                                                                               |
| Vitória   | 11–0   | 26/02/2000 | Mikhail Illoukhine       | Rings-King of Kings 1999 Final            | Finalização (Kimura)                     | 3     | 0:40  | Tóquio, Japão                   |                                                                                               |
| Vitória   | 10–0   | 15/01/2000 | Brad Kohler              | World Extreme Fighting – 8-Goin' Platinum | Nocaute (Chute na Cabeça)                | 2     | 0:50  | Rome, Geórgia,EUA               |                                                                                               |
| Vitória   | 9–0    | 28/10/1999 | Lee Hasdell              | Rings-King of Kings 1999 Block A          | Decisão (Unânime)                        | 2     | 5:00  | Tóquio, Japão                   |                                                                                               |
| Vitória   | 8–0    | 28/10/1999 | Zaza Tkeshelashvili      | Rings-King of Kings 1999 Block A          | Finalização (Kimura)                     | 2     | 1:11  | Tóquio, Japão                   |                                                                                               |
| Vitória   | 7–0    | 24/07/1999 | Dario Amorim             | BVF 14-Circuito Brasileiro de Vale Tudo 5 | Finalização (Socos)                      | 1     | 2:14  | Brasil                          |                                                                                               |
| Vitória   | 6–0    | 24/07/1999 | Pedro "The Pedro" Otavio | BVF 14-Circuito Brasileiro de Vale Tudo 5 | Finalização (Socos)                      | 1     | 4:34  | Brasil                          |                                                                                               |
| Vitória   | 5–0    | 24/07/1999 | Augusto Menezes Santos   | BVF 14-Circuito Brasileiro de Vale Tudo 5 | Finalização (Ude-garami)                 | 1     | 0:56  | Brasil                          |                                                                                               |
| Vitória   | 4–0    | 20/01/1999 | Fernando Cerchiari       | IVC 8-The Road Back to the Top            | Nocaute (Socos)                          | 1     | 4:41  | Aracaju, Brasil                 |                                                                                               |
| Vitória   | 3–0    | 27/09/1997 | Marco Vinicios           | Desafio – Rio vs. São Paulo               | Nocaute Técnico (Retirou-se)             | 2     | 4:58  | Campinas, Brasil                |                                                                                               |
| Vitória   | 2–0    | 27/09/1997 | Manoel Vicente           | Desafio – Rio vs. São Paulo               | Nocaute Técnico (Socos)                  | 1     | 6:27  | Campinas, Brasil                |                                                                                               |
| Vitória   | 1–0    | 27/09/1997 | Claudio Palma            | Desafio – Rio vs. São Paulo               | Finalização (Chutes na Perna)            | 1     | 2:08  | Campinas, Brasil                |                                                                                               |